# Ellen Lohr
Ellen Lohr (* 12. April 1965 in Mönchengladbach) ist eine ehemalige deutsche Automobilrennfahrerin.

## Motorsport-Karriere

### Kart- und Formelsport
Ellen Lohr begann 1980 ihre Motorsportkarriere im Kartsport. Danach wechselte sie in den Formelsport und fuhr von 1985 bis 1987 in der Deutschen Formel Ford, in der sie 1987 den Meistertitel gewann.
1987 bis 1990 startete sie für verschiedene Rennteams in der Deutschen Formel 3. Ab 1989 erhielt sie einen Werksvertrag von Volkswagen Motorsport. Ihre beste Gesamtplatzierung in der Rennserie erreichte sie 1989 mit dem siebten Rang. Im selben Jahr wurde sie mit einem Ralt RT34 Zweite beim Formel 3 Grand Prix in Monaco.
Parallel zur Formel 3 ging sie mit dem Team RSM Marko in der Internationalen Formel-3000-Meisterschaft an den Start. Danach beendete sie den Formelsport und konzentrierte sich ausschließlich auf den Tourenwagensport.

### Tourenwagen- und GT-Sport

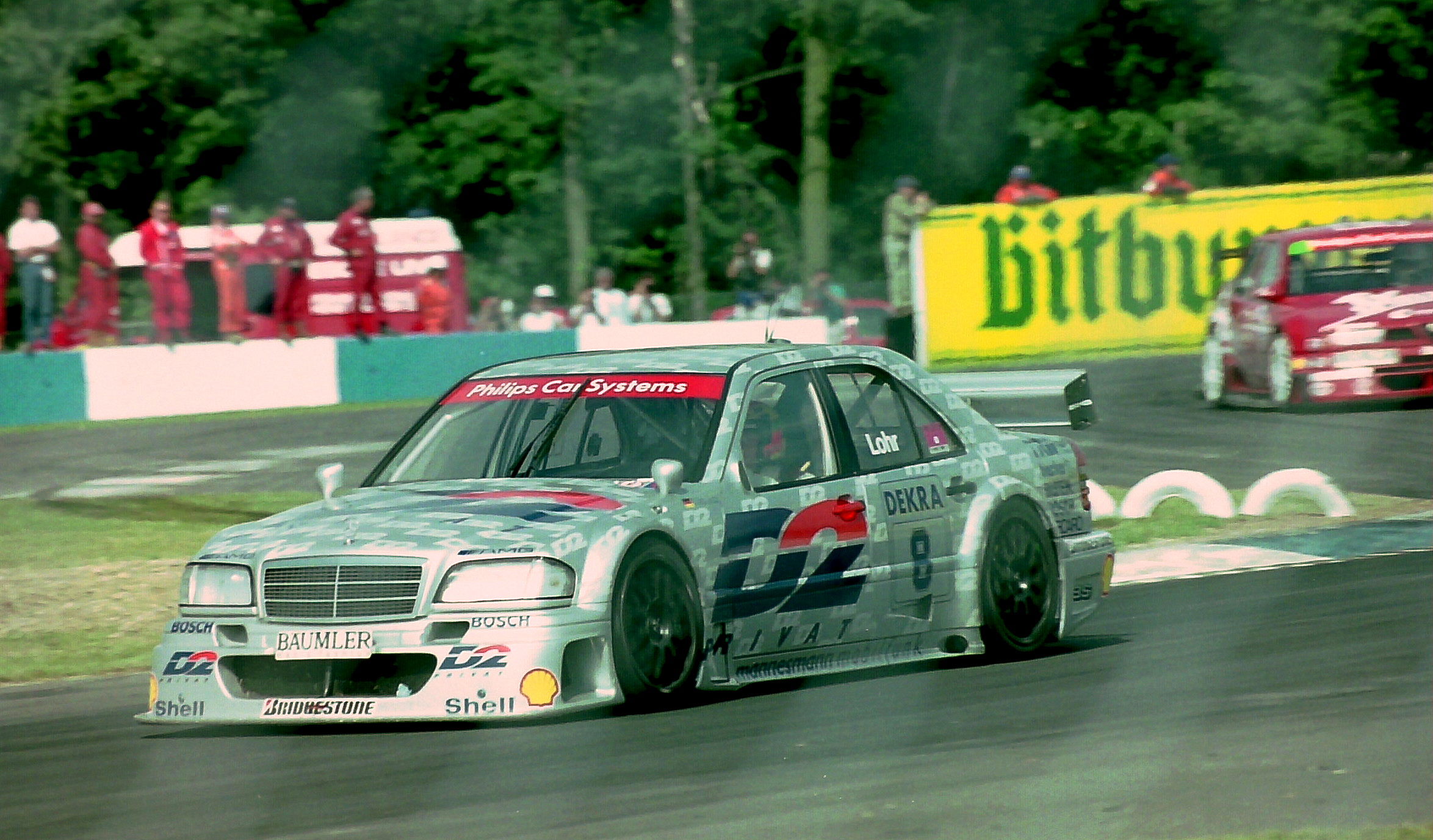
Ellen Lohr 1994 im DTM-Mercedes in Donington Park

Ihr erstes Tourenwagenrennen bestritt Lohr 1984 im Ford Fiesta Ladies Cup. In diesem Marken-Pokal-Wettbewerb fuhr sie bis 1985 und belegte in der Saison mit dem fünften Platz ihre beste Gesamtwertung.
1987 startete sie für BMW in mehreren Tourenwagen-Veranstaltungen. Mit Alpina fuhr sie einen BMW M3 in zwei Rennen der Tourenwagen-Weltmeisterschaft und ein Rennen in der Tourenwagen-Europameisterschaft. Im folgenden Jahr ging sie für die BMW-Teams Schnitzer und Linder mit einem BMW M3 in der Europameisterschaft in fünf Rennen an den Start und erreichte den 31. Platz in der Gesamtwertung.
Parallel zu den Tourenwagen-Einsätzen hatte sie 1987 einen Gaststart im Porsche 944 Turbo Cup.
1987 und von 1991 bis 1996 fuhr sie in der Deutschen Tourenwagen-Meisterschaft (DTM) bzw. ab 1995 und 1996 in der International Touring Car Championship (ITC). Im ersten Jahr ging sie mit einem BMW M3 von Alpina in drei Rennen an den Start und wurde beim letzten Rennen der Saison auf dem Salzburgring Zweite hinter Armin Hahne.
Ab 1991 startete Lohr als Werksfahrerin für Mercedes-Benz in der DTM. In dieser Zeit erreichte sie ihre größte Popularität im Motorsport. Im ersten und zweiten Jahr fuhr sie einen Mercedes 190E 2.5-16 Evo II und 1993 einen AMG-Mercedes 190E Klasse 1. Ab 1994 bis zum Ende der Rennserie pilotierte sie das Nachfolgemodell AMG-Mercedes C-Klasse DTM. Ihre beste Platzierung im Gesamtklassement erreichte sie 1993 mit dem zehnten Platz. Ihren größten Rennerfolg in der Serie feierte sie 1992 mit dem Sieg beim ersten Lauf auf dem Hockenheimring. Damit ist sie die erste und bislang einzige Frau, die in der DTM ein Rennen gewinnen konnte.
Von 1999 bis 2001 ging sie in der Deutschen Tourenwagen Challenge (DTC) an den Start. In der ersten Saison fuhr sie einen Honda Integra Type R und in den beiden folgenden Jahren einen BMW 320i. Ihr bestes Saisonergebnis erzielte sie 2000 mit dem fünften Gesamtplatz.
Für eine Saison startete sie 2002 in der V8-Star und belegte am Jahresende den 12. Platz. Im folgenden Jahr trat sie für das Team Kadach Racing im Porsche Supercup an und wurde Elfte im Gesamtklassement.
Nach dem Wechsel in den Offroad- und Rallye-Sport fuhr Lohr erst ab 2009 wieder Rundstreckenrennen. 2009 trat sie für das Team ARAXA RACING PZ Reutlingen zu drei Gaststarts im Porsche Carrera Cup Deutschland an. Ein Jahr später startete sie 2010 für Reiter Engineering mit einem Lamborghini Gallardo LP560 GT3 in einem Rennen in der ADAC GT Masters.
Ihr letztes GT-Rennen bestritt sie 2010 in der FIA-GT3-Europameisterschaft. Beim ersten Lauf in Silverstone wurde sie zusammen mit Philip Geipel in einem Lamborghini Gallardo LP560-4 Dritte.
Ellen Lohr startete in ihrer Karriere mehrmals in Langstreckenrennen. Ihren größten Erfolg in einem Langstreckenrennen erreichte sie 1990 beim 24-Stunden-Rennen auf dem Nürburgring, in dem sie den zweiten Platz belegte. in den Jahren 2005 bis 2008 startete sie abermals bei diesem Rennen und wurde zweimal Klassensieger. 2007 mit einem Alfa Romeo 147 Klassensieger in der S2-Wertung.
Beim 24-Stunden-Rennen von Spa-Francorchamps ging sie 1988 und 1990 für BMW an den Start. Ihre beste Platzierung war 1990 der fünfte Rang mit einem BMW M3 Sport Evo in der DTM-Class-2-Wertung.
Beim 24-Stunden-Rennen von Daytona fuhr sie 1997 mit einem Porsche 911 Carrera RSR 3.8 in der GTS-3-Klasse und wurde 22. in der Gesamtwertung.

### Truck-Racing

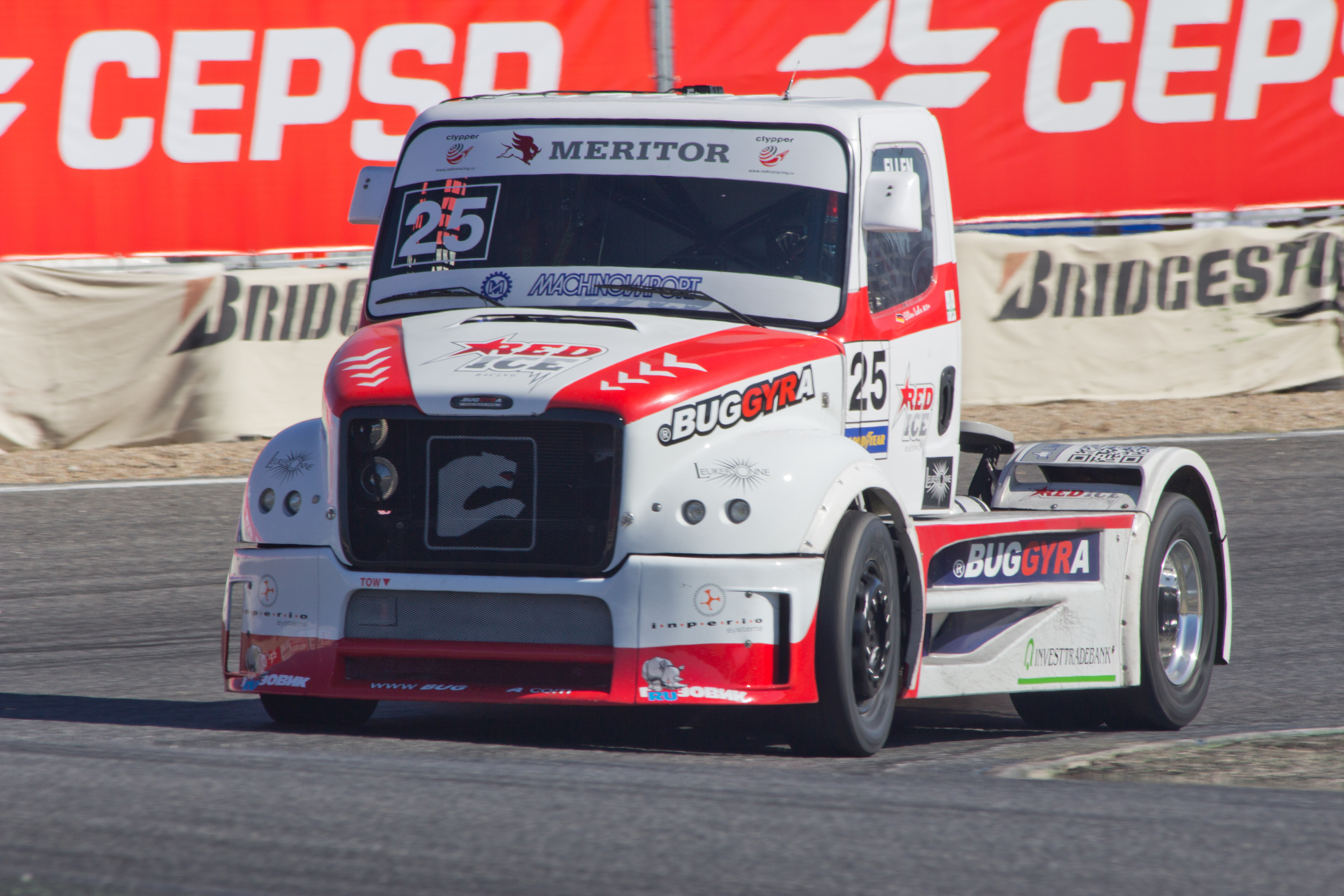
Lohr 2013 im Freightliner-Renntruck in Jarama

Nach der Einstellung der DTM bzw. ITC nach Ende der Saison 1996 stieg Lohr für zwei Jahre in der Truck-Racing-Europameisterschaft (ETRC) ein. Dort startete sie 1997 und 1998 mit Mercedes-Renntrucks.
Nach einer Unterbrechung in der sie wieder in Tourenwagen- und GT-Rennserien und in Offroad-Wettbewerben fuhr, trat sie nochmals von 2012 bis 2016 in der ETRC an. In den ersten beiden Jahren ging sie für das Team Tankpool24-Racing mit Mercedes-Benz- und für Red Ice Racing mit Freightliner-Renntrucks an den Start. Ab 2014 fuhr sie mit MAN-Trucks zunächst für Truckdrive-JRT, dann mit dem Team Truck Sport Bernau. Ihr bestes Fahrer-Meisterschaftsergebnis erzielte sie 2016 mit dem neunten Platz. Ihr bestes Team-Meisterschaftsergebnis, der vierte Platz, erreichte sie 2015 zusammen mit Antonio Albacete für das Team Truck Sport Bernau-Albacete und 2016 mit Steffi Halm für das Team WOW! Women on Wheels. Sie beendete ihre offizielle Karriere 2016 mit einem zweiten Platz beim Saisonfinale der Truckrace Europameisterschaft in Le Mans.

### Offroad- und Rallye-Sport
Ellen Lohr startete von 2004 bis 2011 in nationalen und internationalen Rallye-Raid-Wettbewerben – zuletzt mit Mercedes-Benz-Geländewagen.
In der Rallye Dakar ging sie 2005 bis 2007 an den Start. Im ersten Jahr fuhr sie einen Buggy für das 2Drive-Team und 2006 und 2007 startete sie mit einem Prototyp Mercedes-Benz ML 350 Evo II in diesem Wettbewerb.
In der Deutschen Rallye-Meisterschaft (DRM) fuhr sie 2008 mit einem Subaru Impreza WRX STi für das Team Wallenwein Rallye Sport.

### Stockcar-Racing
Ihre letzten Rennen bestritt sie 2019 in der NASCAR Whelen Euro Series. Dort trat sie mit einem Chevrolet Camaro des Teams Dexwet DF1 Racing in der Elite 1-Wertung an.